# Heterodactylus lundii
Espèce
Heterodactylus lundii est une espèce de sauriens de la famille des Gymnophthalmidae.

## Répartition
Cette espèce est endémique du Minas Gerais au Brésil.

## Étymologie
Cette espèce est nommée en l'honneur de Peter Wilhelm Lund.

## Publication originale
- Reinhardt & Lütken, 1862 : Bidrag tii det vestindiske Öriges og navnligen tii de dansk-vestindiske Oers Herpetologie. Videnskabelige meddelelser fra den Naturhistoriske forening i Kjöbenhavn, vol. 1862, no 10/18, p. 153-291 (texte intégral).